# 大果百蕊草
大果百蕊草（学名：Thesium jarmilae）为檀香科百蕊草属下的一个种。

## 扩展阅读
- 維基物種上的相關：大果百蕊草